# Кюст, Йон
Йон Кюст (дат. Jon Kyst; род. 27 октября 1969) — датский литературовед и переводчик.
Окончил Копенгагенский университет (бакалавр, 1993; магистр, 1996), здесь же защитил диссертацию (2004), специалист по русской и английской филологии. Стажировался в Санкт-Петербургском университете, работал в Институте Гарримана при Колумбийском университете. С 1995 года руководит русско-датским переводческим семинаром в Копенгагенском университете; автор университетского курса «Русская литература в культурном контексте». Одновременно работает как переводчик-синхронист и переводчик художественной литературы.
Диссертация Кюста была посвящена творчеству Иосифа Бродского и называлась «Билингвизм Бродского: Практика и предыстория» (англ. Brodsky’s Bilingualism: Practice and Prehistory). Дальнейшим развитием исследований Кюста в области бродсковедения стал подготовленный им для журнала «Новое литературное обозрение» (2004, № 67) блок материалов «Бродский как предмет исследования: восемь лет спустя», включающий и собственную статью Кюста «Name-dropping: об одном поэтико-риторическом приеме в творчестве Иосифа Бродского». Среди других русских авторов, чьё творчество изучает Кюст, — Андрей Битов (статья «„Пушкинский дом“ Андрея Битова — петербургский текст»), Александр Скидан (доклад «Поэзия Александра Скидана» на 39-й Национальной конференции Американской ассоциации развития славистских исследований (AAASS), Нью-Орлеан, 2007).
В переводе Кюста вышел сборник современной русской поэзии «Verden er en sum af fakta — en sitren — en uforklarlig skælven» (København: Forfatterskolen, 2006), включающий произведения Аркадия Драгомощенко, Александра Ильянена, Александра Скидана и Елены Шварц.